# Adalbert Friedrich
Adalbert Friedrich oder Adelbert Friedrich, Spitzname „Bert“ (* 10. Juni 1884 in Leipzig; † 4. Juli 1962) war ein deutscher Fußballspieler.

## Karriere

### Vereine
Adalbert Friedrich schloss sich mit 13 Jahren dem VfB Leipzig an, für den er seine ganze Karriere aktiv sein sollte. 1900 debütierte er 16-jährig in der ersten Mannschaft und 1903 gewann er mit dem VfB und gemeinsam mit seinem Bruder Walter die erste Deutsche Fußballmeisterschaft. Auch in den folgenden Jahren war Friedrich bei allen Erfolgen der Leipziger dabei. Bis zum Beginn des Ersten Weltkrieges verpasste er als einziger Spieler seines Klubs nicht ein Endrundenspiel um die deutsche Meisterschaft, und das, obwohl er beruflich häufig in Nord- und Westdeutschland unterwegs war. So war der Linksaußen auch bei den Meisterschaften in den Jahren 1906 und 1913 dabei und stand auch bei zwei Finalniederlagen auf dem Platz. Insgesamt absolvierte er 19 Endrundenspiele und erzielte dabei mindestens vier Tore.

Adalbert Friedrich (3. v. r.)
und Mitspieler, die den Kronprinzenpokal 1909 gewannen.

### Auswahl-/Nationalmannschaft
Im Kronprinzenpokal spielte Friedrich viermal für Mitteldeutschland, bevor er von Arthur Gäbelein vom Halleschen FC Hohenzollern verdrängt wurde. Friedrich war Teil der siegreichen Mannschaft bei der ersten Austragung des Pokals 1909.
Am 16. Mai 1910 absolvierte Friedrich sein einziges Spiel für die A-Nationalmannschaft. Bei der 0:3-Niederlage gegen die Nationalmannschaft Belgiens spielte er als Linksaußen in der Sturmreihe an der Seite von Gablonsky, Schilling, Bauwens (55. Breynk) und Reislant.
Mit Ausbruch des Ersten Weltkriegs endete seine fußballerische Karriere bereits mit 30 Jahren.

## Erfolge
- Deutscher Meister 1903, 1906, 1913
- Mitteldeutscher Meister 1903, 1904, 1906, 1907, 1910, 1911, 1913
- Kronprinzenpokal-Sieger 1909